# Ксенија Кнежевић
Ксенија Кнежевић (Београд, 24. јануар 1996) српска је певачица. Најпре препозната по сарадњи са SevdahBABY, али најпознатија је од 2017. године као чланица Р&Б групе Харикејн. Ксенија је ћерка црногорског поп певача Ненада Кнежевића Кнеза.

## Живот и каријера
Ксенија је рођена у Београду. Апсолвент је на Универзитету Сингидунум, одсеку за дигитални маркетинг. Има четири године млађу сестру Андреу. Ксенија је у вези са архитектом Николом Тодоровићем од 2015. године. Једном приликом је признала да су били најбољи пријатељи пре него што су започели везу.

### Рана каријера
Са својих шест година је снимила прву песму. То је песма „Шарене лаже“ коју је, са оцем Кнезом, отпевала за компилацијски ЦД „Звезде певају за децу“. Ксенија је врло рано показала свој таленат и љубав према музици, па је похађала Ју-Ем-Ес школу за таленте и учествовала на разним дечијим фестивалима.
Редовно је наступала на дечијим фестивалима, као што је Чаролија, где је 2006. године певала истоимену песму. Такође је учествовала на фестивалима „Нишки сусрети“, „Поп Рок Кидс“ и другима.
Јавност ју је први пут упознала 2013. године као једног од чланова групе Скај'с. Скај'с је наступио на Беосонгу са песмом „Магија“. Скај Виклер је написао, компоновао и аранжирао песму. Ксенија и њене другарице Дана Гасић Гаваја и Анђела Вујовић, јавности данас познатије као Ангелина, постале су најмлађи учесници тог такмичења. Победа је, међутим, припала групи Моје 3.

### СевдахБејби
Током 2017. године догодила се сарадња са музичаром Миланом Станковићем, познатијим као SevdahBABY. Снимили су две песме „Ти само буди довољно далеко" и „Зграби ме нежно"), за које су објавили и два музичка спота. Млада певачица привукла је пажњу јавности, не само својим вокалним способностима, већ и лепотом. Након тога почела је да пева пратеће вокале на концертима и наступима познатих музичара, као што су Дадо Топић, Жељко Јоксимовић и други.

### Песма Евровизије
Њен отац, Ненад Кнежевић Кнез, изабран је да представља Црну Гору на Евровизији 2015. године. Отпевао је песму „ Адио “, а пратеће вокале певала је, између осталих, Ксенија. На такмичењу за Песму Евровизије, одржаном у Бечу те године, освојили су 13. место, а у историју су ушли као најуспешнији црногорски извођачи на том међународном такмичењу.

### Харикејн
2017. године Ксенија се придружила групи под називом Харикејн. Популарност су стекли песмом „Фаворито“, која је брзо заузела прва места регионалних топ листа и Јутјуб трендинг страницу. Учествовале су на Беовизији 2020. године где су изабране да представљају Србију на Песми Евровизије 2020, са песмом „Хаста Ла Виста“ . Међутим, такмичење 2020. отказано је због пандемије Коронавируса. У јуну 2020. године потврђено је да ће Харикејн  представљати Србију на Песми Евровизије 2021.

## Дискографија

### Са Кнезом
- Шарене лаже (2003)[7]
- Адио (2015)

### Са групом Скај'с
- Магија (2013)[2]

### Са музичарем СевдахБејби
- Ти само буди довољно далеко (2017)
- Зграби ме нежно (2017)[8]

### Са групом Харикејн
Главни чланак: Hurricane

### Соло
- Хир (2022)
- Voulez Vous (ft. Албино, 2023)
- Nisam Dobro ( 2023)
- Sexy Mamama (ft. Din 2024)